# Blue Skies, Broken Hearts...Next 12 Exits
Blue Skies, Broken Hearts...Next 12 Exits is het tweede studioalbum van de Amerikaanse punkband The Ataris. Het album werd net zoals het debuutalbum van de band uitgegeven door Kung Fu Records, op 13 april 1999. Het album werd heruitgegeven in 2014. De Australische versie van het album bevat een bonustrack, namelijk het nummer "Ben Lee".

## Nummers
1. "Losing Streak" - 1:52
2. "1*15*96" - 3:54
3. "San Dimas High School Football Rules" - 2:47
4. "Your Boyfriend Sucks" - 2:48
5. "I Won't Spend Another Night Alone" - 3:49
6. "Broken Promise Ring" - 3:26
7. "Angry Nerd Rock" - 2:34
8. "The Last Song I Will Ever Write About a Girl" - 2:49
9. "Choices" - 1:33
10. "Better Way" - 2:03
11. "My Hotel Year" - 1:26
12. "Life Makes No Sense" - 1:42
13. "Answer:" - 2:11
14. "In Spite of the World" - 3:37

## Band
- Kris Roe - zang, slaggitaar
- Michael Davenport - basgitaar, achtergrondzang
- Patrick Riley - gitaar, achtergrondzang
- Chris Knapp - drums